# Punctoterebra fuscotaeniata
Punctoterebra fuscotaeniata é uma espécie de gastrópode do gênero Punctoterebra, pertencente a família Terebridae.

## Descrição
O comprimento da concha varia entre 10 mm a 15 mm.

## Distribuição
Esta espécie marinha é encontrada ao longo de Sumatra, na Indonésia.